# نمل وحشي
النمل الوحشي (الاسم العلمي:†Agroecomyrmex) هو جنس منقرض من النمل يتبع القبيلة النملاوية العاضة من أسرة النملاوات الوحشية.